# Kieve
Kieve é um município da Alemanha localizado no distrito de Mecklenburgische Seenplatte, estado de Mecklemburgo-Pomerânia Ocidental.
Pertence ao Amt de Röbel-Müritz.